# 梅原克彦
梅原 克彦（うめはら かつひこ、1954年（昭和29年）3月29日 - ）は、日本の官僚、政治家。2005年（平成17年）から2009年（平成21年）まで、仙台市長（第32期）を務めた。

## 来歴
仙台市青葉区支倉町生まれ。梅原の両親は共に臨床医であり、東北大学医学部内科に所属していた。梅原自身は仙台第一高等学校を経て、東京大学法学部を卒業、通商産業省（当時）に入省した。
大学入学前年の1972年（昭和47年）に日中国交正常化が実現、その影響を受けた梅原は学生時代、第二外国語として中国語を学んだ。教材は共産党の指導文書であり、マルクス・レーニン主義や文化大革命に関する読書も多かったが、梅原には現在でも中国人の友人との交流があるという。また、中国については官僚時代、APECやASEAN+3などにおいて、厳しい外交交渉を行った経験を持つ。
2005年（平成17年）、前職の仙台市長・藤井黎の引退に伴う仙台市長選挙に仙台市地下鉄東西線の建設推進を公約に掲げて立候補し当選、仙台市長に就任した。しかし、市長就任後8ヶ月間に行った5回の海外出張（うち3回は夫人同伴）が問題にされたほか、2008年（平成20年）5月には、選挙公約に従って実施した同市青葉区・片平丁小学校校庭の緑化が完成したものの、その費用や維持費が当初見積よりも高額となったことなどが批判された。また、2009年（平成21年）1月には、梅原の私邸の引越しの際、勤務時間内の仙台市職員を手伝わせていたことや、自宅に持ち帰っていた文書の新居への移送に公用車を使用していたことなどが取り上げられた。
2009年（平成21年）7月告示の仙台市長選挙に出馬する意向を示していたが、後述のタクシーチケット問題を受け出馬を断念した。同選挙には梅原の抜擢によって2007年から仙台市副市長を務めたのち辞職した奥山恵美子や、同じく仙台市副市長で医師の岩崎恵美子ら、新人6人が立候補した。16日、尿管結石による緊急入院から公務復帰した梅原は、岩崎への支持を表明、「梅原市政の継承」を訴えていた岩崎もこれを歓迎した。この選挙では、多くの仙台市議会議員や、民主党、社民党などの支援を受けた奥山が当選して仙台市長に就任、岩崎は次点であった。
引退後の梅原は、元航空幕僚長・田母神俊雄の政治団体「頑張れ日本!全国行動委員会」に加入し、民間人の立場から東京都内を中心にデモ行進や演説会などを催す政治活動を行っている。2012年（平成24年）に国際教養大学東アジア調査研究センター教授に就任。
2016年（平成28年）に国際教養大学教授在任中に「アジア塾SENDAI」を立ち上げ、北朝鮮による拉致被害者家族連絡会会長の飯塚繁雄等を講師として招請し勉強会を主宰した。
2017年（平成29年）2月11日、同年7月告示の仙台市長選挙への出馬を検討していることを公表した。引退後の梅原は仙台市政から遠ざかっていたが、2016年（平成28年）には7年振りに仙台市制施行記念式典に出席し、国際問題に関する勉強会を開催するなど仙台市内での活動を活発化させていた。しかし、6月6日に保守系候補者の一本化を理由に立候補を辞退することを表明した。
その後2017年（平成29年）3月末日をもって国際教養大学教授を退任し、2018年（平成30年）より中信金融管理学院（CTBC BUSINESS SCHOOL）教授に就任して2021年（令和3年）年に退任、同年に崇越科技股份有限公司（台湾）と一般社団法人寺子屋相思相考塾の顧問に就任している。
2024年2月、政治団体日本保守党の事務局に参画し、特別顧問に就任した。同年10月27日執行予定の第50回衆議院議員総選挙に比例東京ブロックから日本保守党公認で立候補することが発表された。単独2位で立候補したが、日本保守党は同ブロックで議席を確保できず落選した。
2025年6月10日、日本保守党は同年夏の第27回参議院議員通常選挙比例代表に梅原を擁立すると発表した。7月20日の投開票の結果、日本保守党は2議席を確保したものの、得票数が13,204票と名簿内4人中4位に留まったため落選した。

## 仙台市長

### 県立高校の男女共学化関連
1993年（平成5年）に就任した宮城県知事・浅野史郎は、県立高校の一律男女共学化計画を推し進めていた。梅原は、自身の出身校である仙台一高（男子校として設立）の共学化に反対し、記者会見では「県教育史に残る歴史的汚点」、「男子校であることが伝統」と述べていた。
2009年（平成21年）1月、宮城県教育委員会が対応を検討中だった「県立高校の一律男女共学化の凍結を求める請願」について梅原は、宮城県教育委員6人に対して、その採択を求める書簡を送った。これらは休暇中の仙台市職員によって岩沼市にある宮城県教育長・小林伸一の自宅に届けられたが、その際に公用車を使っていたことが問題とされ、同市副市長だった笠原周二にも、「市長の行動は公務ではない。公用車を使ったり、市職員を係わらせたりしないでほしかった」と苦言を呈された。
また、宮城県立高校の問題に、仙台市長である梅原が意見したことに対しては、「県の教育行政における政治介入」との同県幹部による反発が報じられた。一方、村井嘉浩宮城県知事は「仙台市民の選んだ市長だから、私が何か言う権限はありません」とした。
公用車の使用については、共産党市議団によって、費用の返還を求める住民監査請求が提出された。仙台市幹部からも「県立高校の共学化について自身の意見を述べることは、市長の公務に当たらない」として、書簡の提出に係わった超過勤務手当やガソリン代に相当する金銭を返還するよう促されるに到り、梅原は68,000円を返還、一連の騒動にけじめをつけた。記者会見した梅原は、公費の使用を謝罪する一方、宮城県教育委員長に対する働きかけについては、「（一律共学を反対する）仙台市民の声を届けた」とその正当性を主張した。
なお、宮城県立高校の一律男女共学化に反対していた梅原であるが、仙台市立高校の男女共学化に対しては推進姿勢であった。

### その他の施策
2005年4月、中国浙江省の投資ファンドが、同市太白区の再開発地区「あすと長町」に、「仙台空中中華街」と銘打った複合施設（床面積56,800平米）を2007年（平成19年）に開業する計画が明らかになった。これに対して梅原は、竜宮城を模した地上9階建ての建物に対する景観問題やチャイナリスクなどを理由に非協力を表明、この計画は実行されなかった。
また、市立小学校全校校舎の耐震化を全国に先がけて完成させたほか、2008年（平成20年）10月には、家庭ごみなどの回収の有料化を実施した。さらに、仙台の伝統文化を重視する方針から、住居表示から消失した歴史的町名復活の検討を行った（旧町名復活運動）。

### タクシーチケット問題
梅原は市長在任中、タクシーチケットの不適切な使用を問題とされ、これは梅原が市長選出馬を断念する主因となった。
梅原が市長に就任した2005年（平成17年）5月から2008年（平成20年）9月末までに市長の名前で使ったタクシーチケットのうち、行き先を記入していなかった1,364枚分、総額約221万円を市に返納するとともに、2009年（平成21年）1月から3カ月間、給与を2分の1に減額された。
さらに、これらタクシーチケットのなかには、梅原の東京出張中に仙台市内で使われていたものもあったことから、梅原による他者へのタクシーチケット譲渡が発覚した。また、仙台市の監査委員が、市長名義で使われたタクシーチケットについて、2009年（平成21年）3月までに監査した結果、梅原が公務で使用したと認められたのは全体の1割に満たない54枚であり、公務以外での使用疑いが63枚、確認が取れないものが573枚であった。この報告を受けての記者会見で梅原は、「やましいことは何もないが、3年以上経っており、記憶が曖昧」などとした。
これらの問題については、同年4月の市議会において質疑が集中したほか、同月に行われた総務財政委員会には梅原が招致され、梅原の妻によるタクシーチケット使用の疑いが持たれた。
同年6月13日、梅原は頭髪を丸刈りにしたうえ、一連のタクシーチケット問題について謝罪した。同24日、市議会は梅原に対する問責決議案を可決、仙台市長への問責決議は、記録がある1958年（昭和33年）以降初めてであったが、これによって梅原に対する議会の不支持は決定的となった。梅原は同年7月1日、すでに表明していた次期仙台市長選挙への立候補を取り止め、一期限りで市長職を辞めることを表明することとなった。
タクシーチケット問題によって再選への立候補を取り止めた梅原だが、ほかには、街頭演説を行った際に市民から、「応援しない。今さら何やっているんだ」との厳しい声を受けたことや、必勝を祈願して選挙事務所に飾られる、支援者からの「為書き」が殆ど集まっていないことなども、再選断念の理由となっていた。また、梅原を支持していた市議会議員による「以前から出馬をやめるなら早いうちがいいと忠告していた。本人が決めたことならしょうがない」とのコメントも報じられた。

## 年譜
- 1966年（昭和41年） - 東北大学教育学部附属小学校（現宮城教育大学附属小学校）卒業
- 1969年（昭和44年） - 宮城教育大学附属中学校卒業
- 1972年（昭和47年） - 宮城県仙台第一高等学校卒業
- 1978年（昭和53年） - 東京大学法学部卒業。通商産業省（現経済産業省）入省
- 1996年（平成8年） -  海外貿易開発協会アジア・太平洋地域代表兼バンコク事務所長
- 1999年（平成11年） - 通商産業省通商政策局地域協力課長[40]
- 2001年（平成13年） - 経済産業省通商政策局地域協力課長
- 2002年（平成14年） - 在アメリカ合衆国日本国大使館公使
- 2004年（平成16年） - 経済産業省通商政策局通商交渉官[41]
- 2005年（平成17年） - 経済産業省を退官。自民党と公明党の支持で仙台市長選挙に立候補し、初当選[42]
- 2009年（平成21年） - 8月21日をもって仙台市長を退任
- 2010年（平成22年） - 頑張れ日本!全国行動委員会において政治活動
- 2012年（平成24年） - 国際教養大学の東アジア調査研究センター教授[43]、希望日本研究所客員研究員に就任
- 2017年（平成29年）3月末 - 国際教養大学の教授を退任[44]
- 2018年（平成30年） - 中信金融管理学院教授に就任[45]
- 2021年（令和3年） - 中信金融管理学院教授を退任し、崇越科技股份有限公司（台湾）及び一般社団法人寺子屋相思相考塾顧問に就任[46]
- 2024年（令和6年）3月 - 日本保守党の特別顧問に就任[47]

## 選挙歴
| 当落 | 選挙                     | 執行日         | 年齢 | 選挙区           | 政党       | 得票数     | 得票率 | 定数 | 得票順位 /候補者数 | 政党内比例順位 /政党当選者数 |
| ---- | ------------------------ | -------------- | ---- | ---------------- | ---------- | ---------- | ------ | ---- | ------------------ | ---------------------------- |
| 当   | 2005年仙台市長選挙       | 2005年7月31日  | 51   | ーー             | 無所属     | 14万1005票 | ーー   | 1    | 1/6                | /                            |
| 落   | 第50回衆議院議員総選挙   | 2024年10月27日 | 70   | 比例東京ブロック | 日本保守党 | ーー票     | ーー   | 19   | /                  | 2/0                          |
| 落   | 第27回参議院議員通常選挙 | 2025年07月20日 | 71   | 比例区           | 日本保守党 | 1万3204票  | ーー   | 50   | /                  | 4/2                          |